# Les Animaliens
Les Animaliens est une mini-série d'animation espagnole produite en 2007 par Ink Apache.
Le dessin animé est diffusé sur Canal J et Gulli.